# Jean Darrieussecq
Pour les articles homonymes, voir Darrieussecq.
Pas d'image ? Cliquez ici

a Compétitions nationales et continentales officielles uniquement.

b Matchs officiels uniquement.
Jean Darrieussecq, né le 6 mars 1924 à Peyrehorade et mort le 29 décembre 1992 à Bayonne, est un joueur français de rugby à XV, qui a joué avec l'équipe de France, la Section paloise et le Stade montois au poste de demi de mêlée.

## Biographie
Jean Darrieussecq dispute un test match avec l'équipe de France le 26 avril 1953 contre l'équipe d'Italie.

## Palmarès
- Finaliste du Championnat de France de première division en  1949 et 1953 avec le Stade montois